# Скалица (хоккейный клуб)
ХК-36 — хоккейная команда из небольшого пятнадцатитысячного городка Скалица, известного своим виноделием. ХК 36 — единственная команда в регионе, выступающая на таком высоком уровне.
Самый известный воспитанник клуба — Зигмунд Палффи.

## История
Хоккейный клуб ХК 36 основан в 1936 году. В 1973 году, Скалица стала представлять элиту Чехословацкого хоккея и продержалась там 15 сезонов, два раза занимала четвёртое место. В сезоне 1992/1993 клуб снова вошел в элиту Чехословацкого хоккея, а затем Скалица стала участником чемпионата Словакии. В сезоне 1998/1999 клуб выиграл бронзовые медали.
Но самым удачным в истории клуба стал сезон 2008/2009. Заняв в регулярном чемпионате третье место, ХК 36 дошел до финала плей-офф, где в шести матчах уступил клубу «Кошице» и выиграл серебряные медали первенства. В этом сезоне самым результативным игроком команды был великий Зигмунд Палффи, забивший 64 гола и сделавший 62 передачи за сезон.
В апреле 2018 года хоккеист клуба Давид Иващенко в качестве нападающего выступил за Юниорскую сборную Украины по хоккею (Первый дивизион группы B), которая победила в чемпионате.

## Достижения
- Серебряный призёр Чемпионата Словакии 2009.
- Бронзовый призёр Чемпионата Словакии 1999, 2008.

## Известные игроки
Зигмунд Палффи